# 樂高魔戒
《樂高魔戒》（英語：LEGO The Lord of the Rings）是華納兄弟互動娛樂發行的一款動作冒險電子遊戲，改編自托爾金小說《魔戒》三部曲，2012年陸續在任天堂3DS、任天堂DS、PlayStation Vita、Microsoft Windows、Wii、PlayStation 3和Xbox 360等平台上發布。OS X版本則由Feral Interactive在2013年2月21日發行。

## 劇情
遊戲劇情與2001年至2003年間上映的魔戒電影三部曲十分接近，但遊戲開發人員修改了些許電影劇情，使之更能配合遊戲章節。

## 角色
擁有佛羅多、甘道夫、勒苟拉斯等超過80個可玩角色供玩家發現及解鎖，其中還包括原著小說中未在電影裡登場的湯姆·龐巴迪。每個可玩角色皆擁有至少一項的特殊能力。